# Alfred Stock
Alfred Stock (Danzigue, 16 de julho de 1876 – Aken, 12 de agosto de 1946) foi um químico inorgânico alemão. Conduziu trabalhos pioneiros sobre boranos e silanos, e toxicidade do mercúrio. A Sociedade Alemã de Química concede o Prêmio Memorial Alfred Stock.
Em 1926 foi professor da Technische Hochschule Karlsruhe, onde foi reitor em 1929-1930.

## Pesquisa sobre os hidretos de boro e silício
Em 1909, Stock começou a estudar os hidretos de boro - os compostos químicos do hidrogênio do boro com a fórmula geral BxHy— em Breslau. Devido à sua extrema reatividade e inflamabilidade no ar, os hidretos de boro não puderam ser purificados até seu desenvolvimento de métodos de separação usando coletores de alto vácuo por volta de 1912. Ele realizou um trabalho semelhante com os hidretos de silício. Os hidretos de boro e silício representaram a primeira família de compostos binários a se aproximar da riqueza de hidrocarbonetos em termos de diversidade estrutural. Não apenas os hidretos de boro exibiam propriedades desafiadoras, mas suas estruturas também eram incomuns. A elucidação das estruturas e dos modelos de ligação associados expandiu dramaticamente o escopo da química inorgânica. Os hidretos de boro, como o diborano, posteriormente se desenvolveram em uma variedade de reagentes para a síntese orgânica, bem como uma fonte de diversos ligantes e blocos de construção para pesquisadores. Com Henri Moissan, Stock descobriu o boreto de silício.

## Pesquisa em outras áreas da química inorgânica
Em 1921, Stock preparou o berílio metálico pela primeira vez por eletrólise de uma mistura fundida de fluoretos de sódio e berílio. Esse método tornou o berílio disponível para uso industrial, como em ligas e vidros especiais e para fazer janelas em tubos de raios-X.
Ele também foi influente na química de coordenação. O termo "ligante" (do latim ligare, ligar) foi usado pela primeira vez por Stock em 1916. H. Irving e RJP Williams adotaram o termo em um artigo publicado em 1948. Monodentado, bidentado, tridentado caracterizou o número de ligantes ligados a um metal. Dada a introdução do conceito de ligante, ele também foi capaz de derivar ainda mais a ideia do ângulo de mordida e outros aspectos da quelação.
O "Sistema de estoque", publicado pela primeira vez em 1919, era um sistema de nomenclatura para compostos binários. Em suas próprias palavras, ele considerava o sistema "simples, claro, imediatamente inteligível, capaz da aplicação mais geral". Em 1924, uma comissão alemã recomendou que o sistema Stock fosse adotado com algumas acomodações. O FeCl2, que teria sido denominado cloreto de ferro (2) de acordo com a ideia original de Stock, tornou-se cloreto de ferro (II) na proposta revisada. Em 1934, Stock concordou em usar algarismos romanos, mas preferiu manter o hífen e eliminar os parênteses. Embora essa sugestão não tenha sido seguida, o sistema Stock continua em uso em todo o mundo.

## Interesses em mercúrio e envenenamento por mercúrio
Stock publicou mais de 50 artigos sobre diferentes aspectos do mercúrio e do envenenamento por mercúrio. Ele também introduziu testes sensíveis e desenvolveu técnicas de laboratório aprimoradas para lidar com o mercúrio, o que minimizou o risco de envenenamento, possivelmente iniciado por seu envenenamento crônico por mercúrio em 1923, devido ao uso de mercúrio líquido em alguns novos aparelhos de laboratório que ele inventou. Ele se tornou mais vocal em protestar contra o uso do mercúrio depois de perceber a toxicidade de seus derivados orgânicos. Dentistas alemães abandonaram seu alerta em 1928 contra o amálgama de cobre. No entanto, um artigo de Fleischmann, no qual a remoção do mercúrio em doenças relacionadas ao amálgama levou à recuperação completa, apoiou sua ideia. (Deutsche Medizinische Wochenschrift 1928, No. 8). Um comitê foi fundado em Berlim para investigar casos de possível intoxicação por mercúrio e, portanto, o termo micromercurialismo foi usado pela primeira vez.

## Publicações selecionadas
- Praktikum der quantitativen anorganischen Analyse. 6. Auflage, München 1970. Berlim: [s.n.] 1909
- Ultrastrukturchemie. Berlim: [s.n.] 1920
- Hydrides of boron and silicon. Neuausgabe Ithaca/USA 1957. Ithaca/USA: [s.n.] 1933
- Die Gefährlichkeit des Quecksilbers und der Amalgam-Zahnfüllungen. Berlim: Verlag Chemie. 1928
- Das Atom In: Angewandte Chemie Band 37, Nr. 6, 1924, ISSN 1521-3757 , doi: 10.1002 / ange.19240370602 , S. 65–67.

## Honrarias
- 1926 mebro da Academia Leopoldina.[7]
- 1929 membro da Academia de Ciências de Heidelberg.[8]
- Norblad-Ekstrand-Medaille durch die Schwedische Chemische Gesellschaft.[9]
- Nomeado membro honorário da Gesellschaft Österreichischer Chemiker em fevereiro de 1938.[10]
- Desde 1950 a Sociedade Alemã de Química concede o Prêmio Memorial Alfred Stock[11]